# Rosemary DeCamp

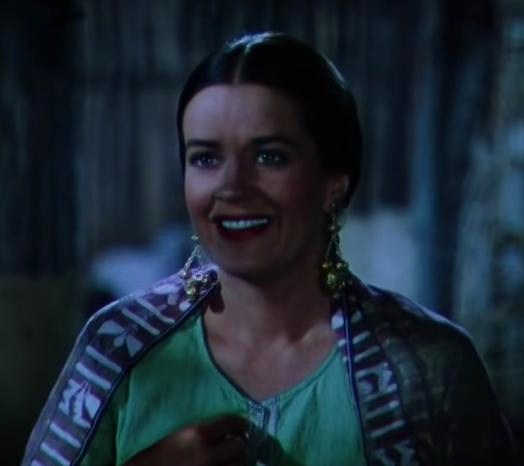
Dans Le Livre de la jungle (1942)

Rosemary DeCamp est une actrice américaine, née le 14 novembre 1910 à Prescott (Arizona, États-Unis), morte le 20 février 2001 à Newport Beach (Californie, États-Unis).

## Biographie
Rosemary DeCamp débute au cinéma en 1941 (dans Cheers for Miss Bishop, avec Martha Scott) et tourne régulièrement jusqu'en 1955, avant trois derniers films, respectivement en 1963, 1981 et 1983. En tout, elle collabore à trente-neuf films américains (produits surtout par la Warner Bros.), dont plusieurs films musicaux. En particulier, elle joue aux côtés de James Cagney dans le film musical La Glorieuse Parade (1942), puis dans le film dramatique Du sang dans le soleil (1945).
À la télévision, entre 1949 et 1989, elle apparaît dans quarante-sept séries et trois téléfilms. Pour cette contribution au petit écran, une étoile lui est dédiée sur le Walk of Fame d'Hollywood Boulevard.

## Filmographie partielle

### Au cinéma
- 1941 : Cheers for Miss Bishop de Tay Garnett
- 1941 : Par la porte d'or (Hold Back the Dawn) de Mitchell Leisen
- 1942 : Le Livre de la jungle (Jungle Book) de Zoltan Korda
- 1942 : Les Yeux dans les ténèbres (Eyes in the Night) de Fred Zinnemann
- 1942 : Le commando frappe à l'aube (Commandos strike at Dawn) de John Farrow
- 1942 : La Glorieuse Parade (Yankee Doodle Dandy) de Michael Curtiz
- 1943 : La Cité sans hommes (City without Men) de Sidney Salkow
- 1943 : This Is the Army de Michael Curtiz
- 1944 : Le Joyeux Trio Monahan (The Merry Monahans) de Charles Lamont
- 1944 : Une femme sur les bras (Practically Yours), de Mitchell Leisen
- 1944 : Cavalcade musicale (Bowery to Broadway) de Charles Lamont
- 1945 : Rhapsodie en bleu (Rhapsody in Blue) d'Irving Rapper
- 1945 : L'Orgueil des marines (Pride of the Marines) de Delmer Daves
- 1945 : Week-end au Waldorf (Week-End at the Waldorf) de Robert Z. Leonard
- 1945 : Du sang dans le soleil (Blood on the Sun) de Frank Lloyd
- 1945 : Danger Signal de Robert Florey
- 1945 : Too Young to Know de Frederick de Cordova
- 1946 : From This Day Forward de John Berry
- 1946 : Two Guys from Milwaukee de David Butler
- 1947 : L'Amant sans visage (Nora Prentiss) de Vincent Sherman
- 1949 : Night unto Night de Don Siegel
- 1949 : Le Grand Tourbillon (Look for the Silver Lining) de David Butler
- 1949 : The Story of Seabiscuit de David Butler
- 1950 : Le Chevalier de Bacchus (The Big Hangover) de Norman Krasna
- 1951 : Le Bal du printemps (On Moonlight Bay) de Roy Del Ruth
- 1952 : L'Inexorable Enquête (Scandal Sheet) de Phil Karlson
- 1952 : The Treasure of Lost Canyon (en) de Ted Tetzlaff
- 1953 : La Maîtresse de papa (By the Light of the Silvery Moon) de David Butler
- 1953 : So This Is Love de Gordon Douglas
- 1953 : Main Street to Broadway de Tay Garnett
- 1955 : L'Aventure fantastique (Many Rivers Cross) de Roy Rowland
- 1955 : Strategic Air Command, d'Anthony Mann
- 1960 : 13 Ghosts de William Castle
- 1981 : Saturday the 14th de Howard R. Cohen

### À la télévision
Séries, sauf mention contraire

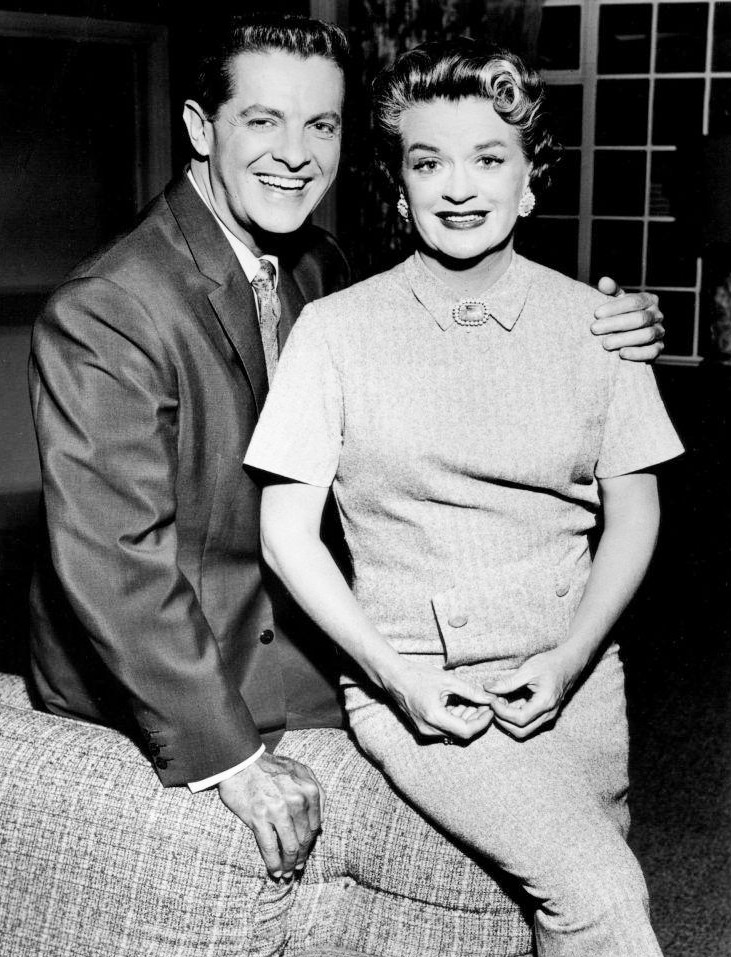
Avec Robert Cummings, dans The Bob Cummings Show (1959)

- 1961-1962 : Rawhide, Saison 3, épisode 19 Incident near Gloomy River (1961) de R. G. Springsteen ; Saison 4, épisode 27 The House of Hunter (1962) de Tay Garnett
- 1962 : Adèle (Hazel), Saison 2, épisode 1 Hazel's Cousin de William D. Russell
- 1965 : Le Jeune Docteur Kildare (Dr. Kildare), Saison 4, épisode 29 Music hath Charms
- 1965 : Première série L'Homme à la Rolls (Burke's Law), Saison 3, épisode 2 Operation Long Shadow de Don Taylor
- 1965 : Les Aventuriers du Far West (Death Valley Days), Saison 14, épisode 10 Mrs. Romney and the Outlaws et épisode 15 Canary Harris vs. the Almighty
- 1971-1973 : Mannix, Saison 4, épisode 18 The Crime that wasn't (1971) ; Saison 7, épisode 4 Little Girl Lost (1973) de Marvin J. Chomsky
- 1972 : Call Home, téléfilm de Gary Nelson
- 1975 : Docteur Marcus Welby (Marcus Welby, M.D.), Saison 6, épisode 23 Dark Corridors
- 1978 : La croisière s'amuse (The Love Boat), Saison 1, épisode 13 Jeux de mains (Family Reunion / Too hot to handle / Cinderella Story) de Richard Kinon et James Sheldon
- 1981 : Buck Rogers au XXVe siècle (Buck Rogers in the 25th Century), Saison 2, épisode 5 The Guardians de Jack Arnold
- 1982 : Simon et Simon (Simon & Simon), Saison 1, épisode 6 The Dead Letter
- 1983 : L'Île fantastique (Fantasy Island), Saison 6, épisode 13 Midnight Waltz / Let Them Eat Cake de Ricardo Montalbán
- 1983 : Quincy (Quincy, M.E.), Saison 8, épisode 23 Whatever happened to Morris Perlmutter ? de Sam Egan
- 1985 : Hôtel (Hotel), Saison 2, épisode 26 Wins and Losses de Kevin Connor
- 1986-1987 : Hôpital St Elsewhere (St. Elsewhere), Saison 5, épisode 3 A Room with a View (1986) d'Eric Laneuville ; Saison 6, épisode 11 A Coupla White Dummies sitting (1987) de David Morse
- 1989 : Arabesque (Murder, she wrote), Saison 6, épisode 6 Tout feu, tout flamme (Dead Letter) d'Anthony Pullen Shaw